# Theodor Schauenburg
Theodor Ludwig Schauenburg (* 14. Oktober 1885 in Oldenburg (Oldenburg); † 30. Mai 1917 Nieder Neuendorf) war ein deutscher Flugpionier und als solcher einer der Alten Adler.

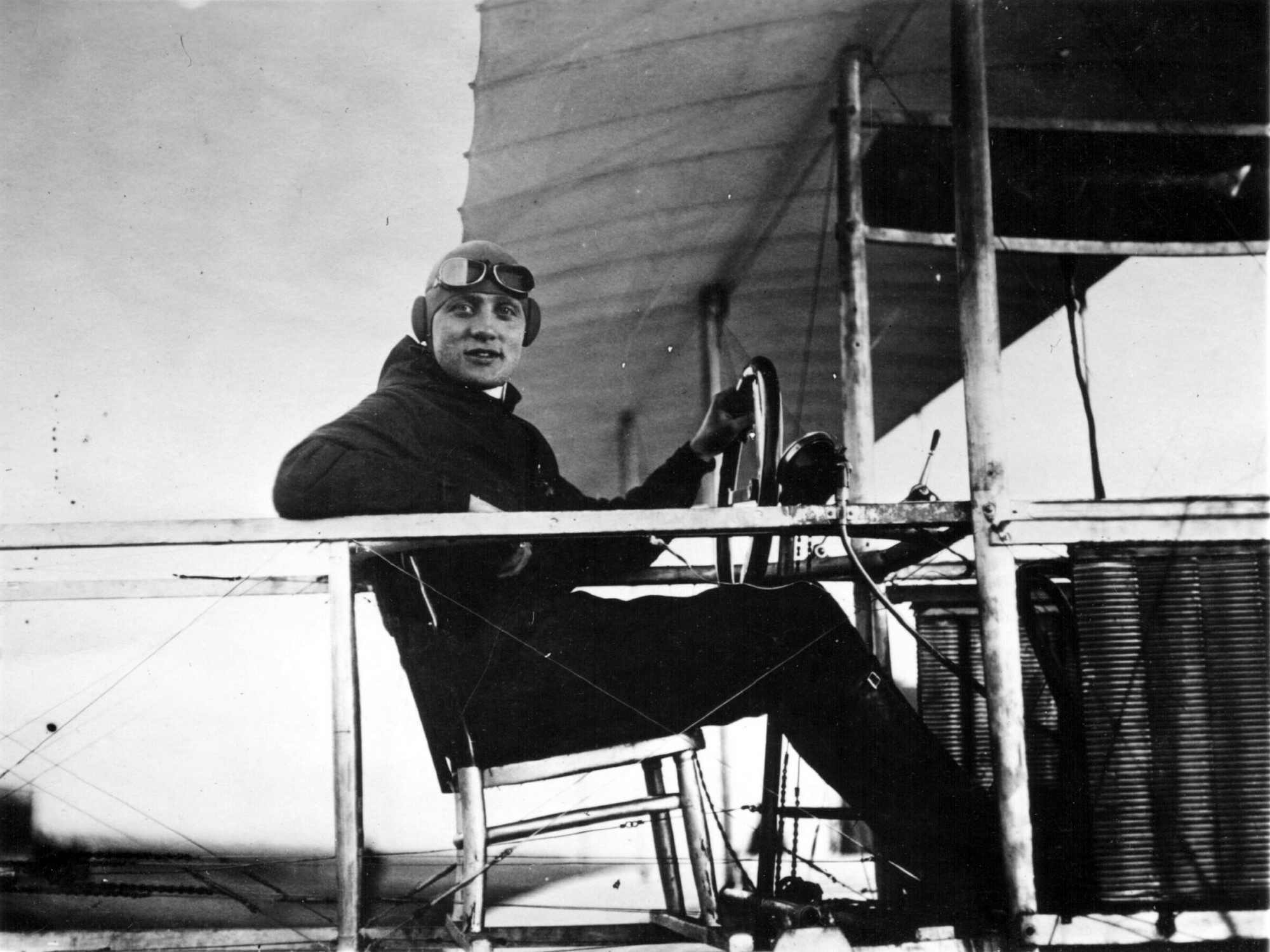
Theodor Schauenburg 1912 in Weimar auf einem selbstgebauten Doppeldecker. Als Pilotensitz dient ein abgesägter Küchenstuhl

## Leben
Theodor Schauenburg war der Sohn des Oldenburger Kaufmanns Eduard Schauenburg und der Anna Elisabeth Marie Schauenburg, geborene Neynaber. Die Familie verzog nach Osnabrück, wo Theodor Schauenburg den größten Teil seiner Kindheit und Jugend verbrachte. Nach der Volksschule absolvierte er eine Lehre und nach der Militärzeit eine Kunstschule für Innenarchitektur in Berlin, um später ins elterliche Geschäft einzusteigen. Während seiner Zeit in Berlin ruderte Schauenburg erfolgreich beim Berliner Ruderclub „Sport Borussia“ und war Mitglied einer Studentenverbindung. Am 15. September 1913 heiratete Theodor Schauenburg in Berlin Gertrud Wacker aus Leipzig. Das Ehepaar hatte 1917 drei Kinder.

## Der Flugpionier
Schauenburgs Interesse galt schon seit frühester Jugend dem Fliegen. Nach dem Besuch der Internationalen Luftschiffahrt-Ausstellung in Frankfurt/Main 1909 nahm er im Herbst 1909 Kontakt zu den Brüdern Wright auf, die in Berlin und Umgebung Schauflüge vorführten. Bald darauf wurde Schauenburg Flugschüler von Fridolin Keidel. Am 22. Juni 1910 erhielt Theodor Schauenburg auf einem Wright-Doppeldecker auf dem Flugplatz Johannisthal das Flugzeugführerpatent Nr. 11 des Deutschen Luftschiffer Verbandes (DLV). Schauenburg flog zuerst für die Ikarus-Gesellschaft (Berlin/Johannisthal), unternahm in den folgenden Jahren viele Schauflüge (u. a. beim Deutschlandflug 1911) und bildete selbst Flugschüler aus. Er konstruierte und baute Flugmaschinen und überlebte mehrere Abstürze glimpflich. 1912 flog Schauenburg für die Allgemeinen Fluggesellschaft (AFG) in Johannisthal und wechselte im Januar 1913 zu den Deutschen Flugzeugwerken im heutigen Leipziger Ortsteil Lindenthal. Am 1. Juni 1913 wurde er Chefpilot und Konstruktionsflieger bei der 1910 gegründeten Flugtechnischen Abteilung der AEG in Hennigsdorf. Außerdem bildete er Piloten aus, wofür neben einer Fliegerschule seit 1912 auch ein Flugplatz in Nieder Neuendorf zur Verfügung stand. Während dieser Zeit wohnte Schauenburg in Tegel bei Berlin.

## Erster Weltkrieg
Mit der Feldflieger-Abteilung 30 zog Schauenburg im August 1914 ins Feld. Am 13. August überschritt die Einheit bei Aachen die Grenze nach Belgien und ging nach Nordfrankreich. Schauenburg flog zuerst als Aufklärer und erhielt noch im August 1914 das Eiserne Kreuz. Nachdem die Einheit Ende 1914 in die Karpaten verlegt worden war, gelang Schauenburg der Abschuss eines russischen Eindeckers französischer Konstruktion.

## 1916 und Lebensende (1917)
Mitte/Ende 1915 kehrte Schauenburg mit dem Dienstgrad eines Leutnants der Reserve und dem EK II. zurück zur AEG-Flugzeugfabrik nach Hennigsdorf, wurde als unabkömmlich reklamiert und wirkte wieder als Testflieger und Fluglehrer. Am 30. Mai 1917 stürzte Theodor Schauenburg südlich des Flugplatzes Nieder Neuendorf bei Looping-Versuchen mit einem AEG-Flugzeug tödlich ab. Er wurde am 4. Juni 1917 in Tegel beerdigt.